# Cima della Bondasca
La cima della Bondasca (3.289 m s.l.m.), o pizzo del Ferro centrale, è una montagna dei monti della val Bregaglia nelle Alpi Retiche occidentali. È un importante nodo orografico ed è la vetta più alta della catena pizzi del Ferro-monte di Zocca.

## Descrizione
Il piccolo gruppo dei pizzi del Ferro, del quale la cima della Bondasca è la vetta principale, si trova sulla linea di confine tra l'Italia (val Masino, provincia di Sondrio) e la Svizzera (val Bondasca, laterale della val Bregaglia, Canton Grigioni).
Dal passo di Bondo (3168 m), con andamento da ovest a est, si seguono: il pizzo del Ferro occidentale (3267 m), la cima della Bondasca (3289 m), il torrione del Ferro (3234 m) e il pizzo del Ferro orientale (3199 m), dopo il quale la cresta scende al colle Masino (3061 m).
Dal pizzo del Ferro occidentale si stacca verso sud il lungo contrafforte che separa la val Porcellizzo e la valle del Ferro e termina con la cima del Cavalcorto (2763& m), che domina San Martino. Dalla cima della Bondasca si stacca verso nord l'ancora più imponente contrafforte che forma il gruppo di Sciora e separa la val Bondasca dalla valle dell'Albigna.
Il versante sud è roccioso e articolato, con marcati speroni che scendono dalle varie cime. Il versante della val Bondasca è interamente formato dal ghiacciaio omonimo, che sale fino alla vetta principale. Il versante Albigna precipita invece con canaloni e imponenti pareti rocciose alte fino a 500 metri.
Sul versante italiano si trovano i rifugi Gianetti (2534 m). e Allievi-Bonacossa (2385 m) del CAI; su quello svizzero la capanna Sciora del CAS (2118 m). A pochi metri dal passo di Bondo, a est, sul versante italiano, si trova il bivacco Ronconi. In alta valle del Ferro si trova il bivacco Molteni-Valsecchi (2510 m circa), poco a valle del sentiero che collega i rifugi Gianetti e Allievi-Bonacossa.

## Itinerari
La prima salita della cima della Bondasca fu effettuata nel 1876 dall'ingegner L. Held, allora capo dell'ufficio topografico federale svizzero, per effettuare dei rilievi. Held salì dal ghiacciaio della Bondasca e la sua è ancora la via normale alla cima dal versante svizzero, con partenza dalla capanna Sciora (difficoltà PD).
Tutte le cime sono peraltro raggiungibili con modeste difficoltà (da F a PD) anche dai vari punti d'appoggio del versante italiano, perlopiù guadagnando i colli tra l'una e l'altra cima e seguendo quindi le creste sommitali.
La cima della Bondasca è anche una interessante e impegnativa meta scialpinistica, raggiunta principalmente dalla val Bondasca, ma più raramente anche dalla valle del Ferro.
Il versante meridionale dei pizzi del Ferro è traversato integralmente dal sentiero Roma nella sua parte centrale, tra il rifugio Gianetti e il rifugio Allievi-Bonacossa. Il sentiero si mantiene intorno ai 2500 metri di quota, salvo per il superamento dei tre passi Camerozzo (2765 m), Qualido (2674 m) e dell'Averta (2540 m), che comportano il superamento di tratti attrezzati, a volte esposti.